# 益戸克己
益戸克己（ますと　かつみ　1899年2月10日 - 1975年4月2日）は、日本の愚連隊の首領。日東拳闘倶楽部（現：日東ボクシングジム）会長。東京府下北千住出身。「不良の神様」と呼ばれた。古川ロッパ昭和日記の昭和14年8月24日の記述には「益戸の勝ちゃん（アダ）来り無心される。」とある。